# 공수창
공수창(1961년 ~ )은 대한민국의 영화 감독이자 각본가이다. 하얀 전쟁(1992), 링(1999), 텔 미 썸딩(1999) 등의 각본가로 시작했다. 군사를 주제로 한 알포인트(2004)로 데뷔하였고 이후 GP506(2008)를 맡았다.

## 참여 작품
- 하얀 전쟁
- 링 (1999년 영화)
- 텔 미 썸딩
- 알포인트
- GP506